# مارکو روکاتی
مارکو روکاتی (انگلیسی: Marco Roccati؛ زادهٔ ۱ ژوئیهٔ ۱۹۷۵) بازیکن فوتبال اهل ایتالیا است.
از باشگاه‌هایی که در آن بازی کرده‌است می‌توان به باشگاه فوتبال پروجا، باشگاه فوتبال فیورنتینا، باشگاه فوتبال داندی، باشگاه فوتبال آنکونا، باشگاه فوتبال بولونیا، باشگاه فوتبال پیستویزه، باشگاه فوتبال امپولی، و باشگاه فوتبال ناپولی اشاره کرد.